# سوفی ویلمز
سوفی ویلمز (هلندی: Sophie Wilmès؛ زاده ۱۵ ژانویهٔ ۱۹۷۵) یک سیاست‌مدار اهل بلژیک و نخست‌وزیر سابق این کشور است. او اولین زنی است که در تاریخ این کشور به مقام نخست‌وزیری می‌رسد.